# Golden Globe 1961
La 18ª edizione della cerimonia di premiazione di Golden Globe si è tenuta il 16 marzo 1961 al Beverly Hilton Hotel di Los Angeles, California.

## Premi per il cinema
Vengono di seguito indicati in grassetto i vincitori. Ove ricorrente e disponibile, viene indicato il titolo in lingua italiana e quello in lingua originale tra parentesi.

### Miglior film drammatico
- Spartacus, regia di Stanley Kubrick
- ...e l'uomo creò Satana (Inherit the Wind), regia di Stanley Kramer
- Figli e amanti (Sons and Lovers), regia di Jack Cardiff
- Il figlio di Giuda (Elmer Gantry), regia di Richard Brooks
- Sunrise at Campobello, regia di Vincent J. Donehue

### Miglior film commedia
- L'appartamento (The Apartment), regia di Billy Wilder
- Un adulterio difficile (The Facts of Life), regia di Melvin Frank
- La baia di Napoli (It Started in Naples), regia di Melville Shavelson
- L'erba del vicino è sempre più verde (The Grass Is Greener), regia di Stanley Donen
- Il nostro agente all'Avana (Our Man in Havana), regia di Carol Reed

### Miglior film musicale
- Estasi (Song Without End), regia di George Cukor e Charles Vidor
- Can-Can, regia di Walter Lang
- Facciamo l'amore (Let's Make Love), regia di George Cukor
- Pepe, regia di George Sidney
- Susanna agenzia squillo (Bells Are Ringing), regia di Vincente Minnelli

### Miglior film promotore di Amicizia Internazionale
- Hand in Hand, regia di Philip Leacock
- La guerra segreta di suor Katryn (Conspiracy of Hearts), regia di Ralph Thomas

### Miglior regista
- Jack Cardiff - Figli e amanti (Sons and Lovers)
- Richard Brooks - Il figlio di Giuda (Elmer Gantry)
- Stanley Kubrick - Spartacus
- Billy Wilder - L'appartamento (The Apartment)
- Fred Zinnemann - I nomadi (The Sundowners)

### Miglior attore in un film drammatico
- Burt Lancaster - Il figlio di Giuda (Elmer Gantry)
- Trevor Howard - Figli e amanti (Sons and Lovers)
- Laurence Olivier - Spartacus
- Dean Stockwell - Figli e amanti (Sons and Lovers)
- Spencer Tracy - ...e l'uomo creò Satana (Inherit the Wind)

### Migliore attrice in un film drammatico
- Greer Garson - Sunrise at Campobello
- Doris Day - Merletto di mezzanotte (Midnight Lace)
- Nancy Kwan - Il mondo di Suzie Wong (The World of Suzie Wong)
- Jean Simmons - Il figlio di Giuda (Elmer Gantry)
- Elizabeth Taylor - Venere in visone (Butterfield 8)

### Miglior attore in un film commedia o musicale
- Jack Lemmon - L'appartamento (The Apartment)
- Dirk Bogarde - Estasi (Song Without End)
- Cantinflas - Pepe
- Cary Grant - L'erba del vicino è sempre più verde (The Grass Is Greener)
- Bob Hope - Un adulterio difficile (The Facts of Life)

### Migliore attrice in un film commedia o musicale
- Shirley MacLaine - L'appartamento (The Apartment)
- Lucille Ball - Un adulterio difficile (The Facts of Life)
- Capucine - Estasi (Song Without End)
- Judy Holliday - Susanna agenzia squillo (Bells Are Ringing)
- Sophia Loren - La baia di Napoli (It Started in Naples)

### Miglior attore non protagonista
- Sal Mineo - Exodus
- Lee Kinsolving - Il buio in cima alle scale (The Dark at the Top of the Stairs)
- Ray Stricklyn - I quattro disperati (The Plunderers)
- Woody Strode - Spartacus
- Peter Ustinov - Spartacus

### Migliore attrice non protagonista
- Janet Leigh - Psyco (Psycho)
- Ina Balin - Dalla terrazza (From the Terrace)
- Shirley Jones - Il figlio di Giuda (Elmer Gantry)
- Shirley Knight - Il buio in cima alle scale (The Dark at the Top of the Stairs)
- Mary Ure - Figli e amanti (Sons and Lovers)

### Migliore attore debuttante
- Michael Callan
- Mark Damon
- Brett Halsey

### Migliore attrice debuttante
- Ina Balin
- Nancy Kwan
- Hayley Mills
- Jill Hayworth
- Shirley Knight

### Migliore colonna sonora originale
- Dimitri Tiomkin - La battaglia di Alamo (The Alamo)
- George Duning - Il mondo di Suzie Wong (The World of Suzie Wong)
- Ernest Gold - Exodus
- Johnny Green - Pepe
- Alex North - Spartacus

### Samuel Goldwyn International Award
- La fontana della vergine (Jungfrukällan), regia di Ingmar Bergman (Svezia)
- Il garofano verde (The Trials of Oscar Wilde), regia di Ken Hughes (Regno Unito)
- La verità (La vérité), regia di Henri-Georges Clouzot (Francia)
- Mai di domenica (Pote tin Kyriaki), regia di Jules Dassin (Grecia)

## Premi onorari
- Golden Globe alla carriera: Fred Astaire
- Golden Globe Speciale
  - Cantinflas per la commedia
  - Stanley Kramer per la sua integrità artistica
  - Il film I nomadi (The Sundowners) di Fred Zinnemann
- Henrietta Award
  - Il migliore attore del mondo: Tony Curtis e Rock Hudson
  - La miglior attrice del mondo: Gina Lollobrigida